# Алферьево (Рязанская область)
Алфе́рьево — деревня в Касимовском районе Рязанской области России. Входит в Савостьяновское сельское поселение

## География
Находится в северо-восточной части Рязанской области на расстоянии приблизительно 17 км на восток-северо-восток по прямой от районного центра города Касимов.

## История
В 1862 году здесь (тогда сельцо Елатомского уезда Тамбовской губернии) было учтено 43 двора.

## Население
Численность населения: 383 человека (1862 год), 613 (2014), 210 в 2002 году (русские 99 %), 170 в 2010.